# 小手森城
小手森城（おでもりじょう）は、福島県二本松市針道にあった戦国時代の城館（日本の城）。現在は本丸跡に愛宕神社が祀られており、城跡各所に石垣や曲輪の遺構が残存している。

## 歴史・沿革

### 概要
小手森城のある中通り北部の阿武隈川東部一体は塩松とよばれ、16世紀後半は小浜城主・大内氏の支配地域であった。この時期の小手森城は小浜城の支城であり、菊池氏が城を守っていた。

### 政宗の撫で斬り
1585年（天正13年）8月27日の伊達政宗による全城兵の殺戮が行われた。
1585年（天正13年）、出羽国米沢城主・伊達政宗は小浜城主・大内定綱攻撃のため、河股（現・福島県伊達郡川俣町）方面から塩松に攻め入り、小手森城を囲んだ。
8月27日、政宗は城へ総攻撃をかけ、自ら最前線に立ち、鉄砲八千丁を撃たせるなどの激しい攻撃でその日のうちに落城させた。このとき、政宗は城主・菊池顕綱をはじめとする敵将や敵兵だけでなく、城内にいた女や子供もまでも殺害したといわれている。同日付で伯父の山形城主・最上義光へ送った書状には、城主・菊池顕綱や大内定綱の親類など500人を討ち取ったほか、城内にいたものは人のみならず、犬に至るまで全て撫で斬りにし、その数は総勢1,000人に及んだと記載している。ただ、数については正確な数字ははっきりとわかっておらず、翌28日付で家臣の後藤信康に送った書状によれば200人、9月2日付で資福寺・虎哉宗乙宛の書状では800人と記載されている。また、籠城中に内部から切り崩されて降った者もいたとみられている（大内氏の庶流の中にも政宗から本領安堵を得たものや仕えた者がいるため）。しかし、数はどうであれ、城内の人を殺戮したのは事実であり、大内定綱やその一派は言うに及ばず、周辺の大名や住民にも強烈なインパクトを残し、「小手森城の撫で斬り」として後世まで語り継がれることとなった。伊達氏ゆかりの祝歌として有名な「さんさ時雨」は小手森城のある安達郡一帯では現在でも歌われることはないという。
1987年（昭和62年）に放映されたNHK大河ドラマ『独眼竜政宗』では第11話の「八百人斬り」で、このときの撫で斬りの様子が描かれている。

### 廃城
その後、小浜城も落城し、塩松は政宗の所領となったが、天正16年(1588年)、政宗の命で塩松を守っていた石川弾正が相馬義胤の誘いに応じて政宗に反旗を翻した。閏5月16日に政宗は弾正の籠もる小手森城を攻撃し、約500人を討ち取り、落城させた。この時の伊達軍にはこの年の3月に許されて政宗の家臣となったかつての領主・大内定綱も加わっていた（佐藤貴浩は定綱が許された一因として石川弾正の謀反の噂を知った政宗が定綱を味方に入れようとした可能性を指摘している）。
これ以後、小手森城が史料に表れることはなく、このとき廃城になったと思われる。